# Oktodekagontal
Oktodekagontal är en sorts figurtal som representerar en oktodekagon. Det n:te oktodekagontalet ges av formeln
{\displaystyle {\frac {16n^{2}-14n}{2}}}
De första oktodekagontalen är:
0, 1, 18, 51, 100, 165, 246, 343, 456, 585, 730, 891, 1068, 1261, 1470, 1695, 1936, 2193, 2466, 2755, 3060, 3381, 3718, 4071, 4440, 4825, 5226, 5643, 6076, 6525, 6990, 7471, 7968, 8481, 9010, 9555, 10116, 10693, 11286, 11895, 12520, … (talföljd A051870 i OEIS)